# پیر کانیوه
پیر کانیوه (فرانسوی: Pierre Canivet‎; ۲۲ مهٔ ۱۸۹۰ – ۲۵ ژانویهٔ ۱۹۸۲) ورزشکار کرلینگ اهل فرانسه بود.
وی در مسابقات کشوری و بین‌المللی در مجموع برندهٔ ۱ مدال برنز شده‌است.